# بخش مدینی‌پور
بخش مدینی‌پور (به انگلیسی: Medinipur Division) یک منطقهٔ مسکونی در هند است که در بنگال غربی واقع شده‌است. بخش مدینی‌پور ۲۷٬۲۲۳ کیلومتر مربع مساحت و ۱۸٬۶۷۲٬۶۶۹ نفر جمعیت دارد.